# Saint-Symphorien-des-Bruyères
Saint-Symphorien-des-Bruyères là một xã trong tỉnh Orne, vùng Normandie tây bắc nước Pháp. Xã Saint-Symphorien-des-Bruyères nằm ở khu vực có độ cao trung bình 246 mét trên mực nước biển.